# 古代朝鮮半島関連の中国文献
古代朝鮮半島関連の中国文献では、朝鮮半島の初期から統一新羅滅亡まで書かれた中国の歴史書等の記事を扱う。

## 史記
- 箕子
- 朝鮮列伝
  - 朝鮮王満者故燕人也。（朝鮮王の衛満は昔の燕人である。）

## 漢書
- 衛氏朝鮮

## 後漢書
- 辰韓傳
  - 有似秦語故或名之為秦韓。（秦語に似ている故に、これを秦韓とも呼んでいる。）
- 弁辰傳
  - 弁辰興辰韓雑居、城郭衣服皆同、言語風俗有異。（弁辰と辰韓は雑居しており、城郭などいずれも同じだが、言語と風俗は異なる。）
- 東夷列 弁辰
  - 其国近倭、故頗有文身者。（其の国は倭に近く、身体に刺青をした者が頗る多い）

## 三国志
- 魏書辰韓傳
  - 辰韓在馬韓之東、其耆老傳世、自言古之亡人避秦役来適韓國、馬韓割其東界地?之辰韓。（馬韓の東、そこの古老の伝承では、秦の苦役（万里の長城の建設）を避けて韓国にやって来た昔の逃亡者で、馬韓が東界の地を彼らに割譲したものだと自称している。）
- 魏書穢傳
  - 又祭虎以為神。（また、虎を神として祭る。）
- 魏書馬韓傳
  - 信鬼神、国邑各立一人主祭天神、名之天君。又諸国各有別邑。名之為蘇塗。立大木、縣鈴鼓、事鬼神。（鬼神を信じ、国邑で各一人を天神の祭の司祭に立て、これを天君と呼ぶ。また諸国の各々に別邑があり、これを蘇塗という。大木を立てて鈴や鼓を懸け、鬼神につかえる。）
  - 其衣有上無下、略如裸勢。（その衣は上だけ着て下は無い、その様子は裸である。）
  - 不知乗牛馬、牛馬盡、於送死。（牛や馬に乗る事も知らず、牛や馬を死ぬまで酷使する。）
  - 居處作草屋土室、形如家、其戸在上、擧家共在中、無長幼男女之別。（土でこねた塚に草の蓋を被せ、戸口が上部にある奇妙な家に住んでいた。家の中は家長や幼い男女の別は無い。）
  - 其北方近郡諸國差曉禮俗、其遠處直如囚徒奴婢相聚。無他珍寶、禽獸草木略與中國同。（馬韓の北部で帯方郡に近い諸国は少し礼俗をわきまえているが、遠い地域では全く囚人や奴婢の集団のようであり礼俗を備えていない。この馬韓には珍宝の類はなく、動物や草木はだいたい中国と同じである。）
  - 及漢以盧綰為燕王、朝鮮與燕界於浿水。及綰反、入匈奴、燕人衛滿亡命、為胡服、東度浿水、詣準降、説準求居西界、故中國亡命為朝鮮藩屏。（漢は盧綰を燕王に任じた。朝鮮と燕の国境は浿水と定めた。盧綰は漢に背いて匈奴に入り、燕人の衛満は胡服を着て亡命、東の浿水を渡り、準を訪れて降伏し、西界に居住して昔中国から朝鮮に亡命してきた人々を集めて宗室の守護としたいと準を説いた。）

## 宋書
- 百済
  - 百濟國，本與高驪倶在遼東之東千餘里，其後高驪略有遼東，百濟略有遼西。（百済国、本は高句麗とともに遼東の東に千余里に在ったが、その後、高句麗が遼東を略有すると、百済は遼西を略有した。）

## 梁書
- 新羅傳
  - 新羅者、其先本辰韓種也。辰韓亦曰秦韓、相去萬里、傳言秦世亡人避役来適馬韓、馬韓亦割其東界居之、似秦人、故名之曰秦韓。（新羅の人々の、先祖は辰韓の苗裔である。辰韓は秦韓ともいい、双方の隔たりは大きい、伝承では秦代に苦役を避けた逃亡民が馬韓に来たので、馬韓は東界を分割し、ここに彼らを居住させた故に、この名を秦韓という。）
- 百済傳
  - 其言参諸夏、亦秦、韓之遺俗云。（その言葉は、中華諸国や秦の言葉が加わっており、韓に遣された習俗だという。）
  - 其国近倭、頗有文身者。（其の国は倭に近く、刺青をした者が頗る多い。）
- 諸夷傳東夷条高句麗
  - 其俗好淫、男女多相奔誘。（其の風俗は淫らで、男女ともに誘い合う者が多い。）

## 北史
- 新羅傳
  - 其言語名物、有似中国人。（その言語も名称も中国人に似ていた。）
- 百済傳
  - 其人雑有新羅、高麗、倭等、亦有中国人。（そこの人は新羅、高句麗、倭等が混雑しており、中国人もいる。）
  - 百濟之國、蓋馬韓之屬也、出自索離國。（百済という国は、蓋馬韓に属し、索離国より出る。）

## 南史
- 百済傳
  - 其国近倭、頗有文身者。（其の国は倭に近く、身体に刺青を施す者が頗る多い。）

## 隋書
- 倭国傳
  - 新羅百済皆似倭為大国多珍物並敬仰之恒通使往来。（新羅と百済は日本を大国で珍しい物が多い国だとしており、ともに日本を敬い仰ぎ、つねに使いを送り、往来している。）
- 新羅傳
  - 故其人雑有華夏、高麗、百済之塵、兼有沃沮、不耐、韓穢之地。（それ故に、そこの人々は華夏、高句麗、百済に属す人々が雑居しており、沃沮、不耐、韓、穢の地を兼ねている。）
- 百済傳
  - 其人雑有新羅、高麗、倭等、亦有中国人。(其の人達は新羅人、高句麗人、倭人等が混雑しており、また中国人もいる。)

## 旧唐書
- 東夷傳高麗
  - 頗有箕子之遺風。（箕子朝鮮の風習が頗る多くある。）
- 東夷傳百済
  - 其地自此為新羅及渤海靺鞨所分、百済之種遂絶。（その地の者は新羅及び渤海や靺鞨へ逃げ、遂に百済の種は絶滅した。）
- 列伝第十六「房玄齢伝」
  - 彼高麗者，邊夷賤類，不足待以仁義，不可責以常禮。古來以魚鱉畜之，宜從闊略。若必欲絕其種類，恐獸窮則搏。
  - 向使高麗違失臣節，陛下誅之可也；侵擾百姓，而陛下滅之可也；久長能為中國患，而陛下除之可也。有一於此，雖日殺萬夫，不足為愧。
- 新羅伝
  - 新羅國、本弁韓之苗裔也。其國在漢時樂浪之地、東及南方倶限大海、西接百濟、北鄰高麗。（新羅国、昔の弁韓の苗裔である。その国は漢代には楽浪の地に在り、東と南方は大海を限界とし、西は百済と接し、北隣は高句麗である。）

## 資治通鑑
- 高麗舊城没於新羅、餘衆散入靺鞨突厥、隆亦意不敢環故地、高氏扶餘氏遂亡。（高句麗の城を新羅が攻め落とし、餘衆は靺鞨・突厥に散り散りに入って行き、高氏・扶餘氏は遂に滅びる。）